# Станомін
Станомін (пол. Stanomin) — село в Польщі, у гміні Домброва-Біскупія Іновроцлавського повіту Куявсько-Поморського воєводства.
Населення — 190 осіб (2011).
У 1975-1998 роках село належало до Бидгощського воєводства.

## Демографія
Демографічна структура станом на 31 березня 2011 року:
|          | Загалом | Допрацездатний вік | Працездатний вік | Постпрацездатний вік |
| -------- | ------- | ------------------ | ---------------- | -------------------- |
| Чоловіки | 103     | 17                 | 79               | 7                    |
| Жінки    | 87      | 15                 | 50               | 22                   |
| Разом    | 190     | 32                 | 129              | 29                   |